# Asychis biceps
Asychis biceps är en ringmaskart som först beskrevs av Michael Sars 1861.  Asychis biceps ingår i släktet Asychis och familjen Maldanidae. Inga underarter finns listade i Catalogue of Life.